# Кусак (Казахстан)
Куса́к (каз. Құсақ) — село у складі Байзацького району Жамбильської області Казахстану. Адміністративний центр Байтерецького округу.
Населення — 944 особи (2021; 682 у 2009, 1199 у 1999, 611 у 1989).